# Danitza Vázquez
Danitza Fernanda Vázquez Maccarini (nascuda el 25 d'abril de 2000 a Caguas, Puerto Rico) és una jugadora d'escacs de Puerto Rico.

## Resultats destacats en competició
Després de guanyar el Campionat Femení Sub-20 de l'Amèrica Central i del Carib a El Salvador el 2013, va ser guardonada per la FIDE amb el títol de Mestra Internacional Femenina, la més jove del món en aquell moment. El 2015, amb 15 anys, es va convertir en la més jove a guanyar el campionat d'escacs de Puerto Rico; Vázquez va acabar primer amb 8/9 punts, tot un punt per davant del subcampió, el Mestre InternacionaI Alejandro Montalvo. Va guanyar la medalla de bronze a la categoria femenina sub-18 del Campionat del món d'escacs juvenil el 2017. El novembre del mateix any, Vázquez va guanyar el Torneig Zonal Femení 2.3 al desempat, contra Maritza Arribas Robaina i Yerisbel Miranda Llanes. Com a resultat, Vázquez es va classificar per jugar al Campionat del Món d'escacs femení de 2018.
Danitza Vázquez ha jugat amb l'equip porto-riqueny a les Olimpíades d'escacs i a les Olimpíades d'escacs femenines.